# 3,5-Diiodphenol
3,5-Diiodphenol ist eine chemische Verbindung, die sowohl zu den Phenolen als auch zu den Halogenaromaten zählt.

## Darstellung
Die mehrstufige Synthese von 3,5-Diiodphenol geht vom p-Nitroanilin aus, das mit Iodchlorid zum 2,6-Diiod-4-nitroanilin iodiert wird. Deaminierung führt dann zum 3,5-Diiodnitrobenzol, das durch Reduktion der Aminogruppe in 3,5-Diiodanilin überführt wird. Verkochen des Diazoniumsalzes führt schließlich zum gewünschten Produkt.
Eine weitere Synthesemöglichkeit geht vom 3,5-Dinitroanisol aus, das zunächst mit Essigsäure, Platin(IV)-oxid und Wasserstoff zum 3,5-Diaminoanisol reduziert wird. Dieses wird mit Natriumnitrit, Schwefelsäure und Essigsäure diazotiert und mit Natriumiodid und elementarem Iod in 3,5-Diiodanisol überführt. Die gewünschte Verbindung entsteht schließlich durch Etherspaltung mit Iodwasserstoff in Essigsäure.

## Eigenschaften
Veresterung mit Essigsäureanhydrid (Ac2O) liefert das Acetat, das bei 79 °C schmilzt.
Der Methylether kann durch Methylierung mit Dimethylsulfat hergestellt werden und ist auch unter dem Trivialnamen 3,5-Diiodanisol bekannt. Sein Schmelzpunkt liegt bei 85 °C.